# Robert E. Pearson
Robert E. Pearson (31 de enero de 1928 – 4 de julio de 2009) fue un actor, director, guionista y pintor de nacionalidad estadounidense, a lo largo de cuya trayectoria artística colaboró, de uno u otro modo, en más de 100 filmes.

## Biografía
Nacido en Concordia, Kansas, cuando tenía doce años de edad dejó su hogar para viajar durante tres años a California, donde intentó entrar en el mundo del espectáculo. Él habría decidido hacer el viaje tras ver actuar a una banda en el Concordia Junior-Senior High School cuando tenía 10 años de edad.
En 1950, Pearson consiguió su gran oportunidad cuando conoció a Norman Rice, que presentaba el programa semanal de CBS radio This Is Our America. Fue contratado para interpretar a siete personajes en el show. Su trabajo le facilitó hacer pequeños papeles en el cine.  
Además, Pearson fue también el grabador oficial en vídeo de las estrellas premiadas con la Palma de Oro, entre ellas Mickey Rooney, James Earl Jones y Robert Stack. A principios de los años 1990, Pearson también rodó y dirigió los vídeos musicales del guitarrista Jan Davis, que llevaron por título Concert by the Sea.
Encontrándose en Hollywood, California, Pearson dirigió dos filmes, The Devil and LeRoy Bassett y Hawaiian Split. The Devil and LeRoy Bassett, protagonizada por Don Epperson, se estrenó en el Brown Grand Theatre de Concordia (Kansas). Fue la última producción exhibida en dicho local antes de su restauración.
A lo largo de su carrera en el cine y en la televisión, Pearson escribió poesía y creó diversas obras de arte en su tiempo libre. Pintó acrílicos y óleos, que expuso de manera regular en galería de arte regionales. Pearson padecía una enfermedad de Parkinson y una severa deficiencia visual, que se acompañaba de daltonismo, lo cual acrecentaba el mérito de sus obras.
Robert E. Pearson falleció en Clay Center, Kansas, en el año 2009.